# Ognes (Oise)
Ognes es una población y comuna francesa, en la región de Picardía, departamento de Oise, en el distrito de Senlis y cantones de cantón de Nanteuil-le-Haudouin.

## Demografía
| 201 | 227 | 213 | 187 | 246 | 258 | 254 |
| Para los censos de 1962 a 1999 la población legal corresponde a la población sin duplicidades (Fuente: INSEE [Consultar]) |     |     |     |     |     |     |